# Eliza Johnson
Eliza McCardle Johnson (ur. 4 października 1810 w Leesburgu, zm. 15 stycznia 1876 w Greeneville) – żona prezydenta USA Andrew Johnsona i amerykańska druga, a następnie pierwsza dama w latach 1865–1869.

## Życiorys
Eliza McCardle urodziła się 4 października 1810 roku w Leesburgu, jako córka szkockiego szewca Johna McCardle’a i jego żony Sarah. Początkowo Eliza pobierała naukę w domu, a następnie uczęszczała do Rhen Academy. Mając szesnaście lat poznała swojego przyszłego męża, Andrew Johnsona.
Po ślubie przeprowadzili się do domu, w którym mieścił się także warsztat krawiecki Johnsona. Dzięki staraniom Elizy, Andrew poszerzał swoją wiedzę i zaangażował się w życie polityczne. Działalność w legislaturze stanowej poprawiła znacznie ich sytuację materialną i umożliwiła przeprowadzkę do lepszego domu. Po urodzeniu ostatniego dziecka stan zdrowia Elizy się pogorszył, dlatego nie przeprowadzili się do Nashville, gdzie Andrew piastował funkcję gubernatora Tennessee. Pozostali w Greeneville, także podczas wojny domowej, pomimo że byli przeciwnikami secesji stanów południowych. Kiedy miasto zostało zajęte przez wojsko generała Edmunda Kirby Smitha, Eliza została zmuszona do jego opuszczenia. Jesienią 1862 wyjechała do Nashville, lecz została aresztowana przez konfederatów w Mufreesboro. Wyczerpująca podróż dodatkowo pogorszyła zdrowie przyszłej pierwszej damy, która zachorowała na gruźlicę. Z tego też powodu nie pełniła roli drugiej damy, gdy jej mąż był wiceprezydentem USA.
Po śmierci Lincolna, Andrew Johnson został prezydentem, a jego żona pierwszą damą. Jej zdrowie pozwoliło jej przyjechać do Waszyngtonu dopiero latem, gdzie dotarła z dużą częścią swojej rodziny. W czasie kadencji Johnsona, służyła mężowi radą w sprawach politycznych. Wspierała go także w czasie, gdy wszczęto wobec niego procedurę impeachmentu. Wymagająca elita waszyngtońska miała negatywną opinię o pierwszej damie. Jej inwalidztwo uniemożliwiło jej pełnienie obowiązków i tylko dwukrotnie pojawiła się na publicznych imprezach: w 1866 gdy w Waszyngtonie wizytowała królowa Hawajów i w 1868, gdy obchodzono 60. urodziny prezydenta. W roli pani Białego Domu, najczęściej zastępowała ją najstarsza córka, Martha.
Po opuszczeniu Białego domu oboje przenieśli się do Nashville. Następnie powrócili do rodzinnego Greenville. Eliza zmarła 15 stycznia 1875 roku.

## Życie prywatne
Eliza McCardle poślubiła Andrew Johnsona 17 maja 1827 roku. Mieli pięcioro dzieci: Marthę (ur. 25 października 1828), Charlesa (ur. 19 lutego 1830), Mary (8 maja 1832), Roberta (22 lutego 1834) i Andrew (ur. 5 sierpnia 1852).